# Comores nos Jogos Olímpicos de Verão de 2004
Comores competiu nos Jogos Olímpicos de Verão de 2004, em Atenas, na Grécia.